# Jiří Vaněk (judista)
Jiří Vaněk (* 29. června 1981) je bývalý český zápasník – judista.

## Sportovní kariéra
Připravoval se v Praze na Folimance v klubu USK Praha. V české mužské reprezentaci se pohyboval mezi lety 2000 až 2011 v pololehké váze do 66 kg. Na mezinárodní úrovni se výrazně neprosazoval. V roce 2004 se na letní olympijské hry nekvalifikoval. Od roku 2007 byl reprezentační dvojkou za Davidem Dubským a v lehké váze za Jaromírem Ježkem. Je pětinásobným mistrem republiky z let 2001, 2003-2005 a 2009.
Po skončení sportovní kariéry v roce 2011 se věnuje trenérské práci. Specializuje se výchovu dětí.

## Výsledky
| Turnaj             | 1999           | 2000           | 2001           | 2002           | 2003           | 2004           | 2005           | 2006           |
| Turnaj             | 18             | 19             | 20             | 21             | 22             | 23             | 24             | 25             |
| Turnaj             | pololehká váha | pololehká váha | pololehká váha | pololehká váha | pololehká váha | pololehká váha | pololehká váha | pololehká váha |
| ------------------ | -------------- | -------------- | -------------- | -------------- | -------------- | -------------- | -------------- | -------------- |
| Olympijské hry     |                | —              |                |                |                | —              |                |                |
| Mistrovství světa  | —              |                | —              |                | —              |                | —              |                |
| Mistrovství Evropy | —              | —              | —              | —              | úč.            | úč.            | —              | úč.            |
| Univerziáda        | —              |                | —              |                | úč.            |                |                |                |
| Akademické MS      |                | —              |                | —              |                | úč.            |                | úč.            |
| MS juniorů         |                | —              |                |                |                |                |                |                |
| ME juniorů         | 7.             | 7.             |                |                |                |                |                |                |